# 7849 Janjosefrič
7849 Janjosefrič eller 1996 HR är en asteroid i huvudbältet som upptäcktes den 18 april 1996 av de båda tjeckiska astronomerna Petr Pravec och Lenka Kotková vid Ondřejov-observatoriet. Den är uppkallad efter de båda tjeckiska astronomerna Jan och Josef Frič.
Asteroiden har en diameter på ungefär 8 kilometer och den tillhör asteroidgruppen Nemesis.